# Günther Reininger
Günther Reininger (n. 17 septembrie 1949, Timișoara, Republica Populară Română – d. 21 sau 22 decembrie 2015, Germania) a fost un muzician german-român (șvab bănățean), pianist, organist, compozitor și vocalist în cadrul trupelor Phoenix și Amicii.

## Activitate muzicală
A fost pianist, organist, compozitor și vocalist al formațiilor Amicii (1971-1973) și Phoenix (1967-1970, 1974-1976). A mai colaborat și cu Mircea Florian în cadrul unor proiecte muzicale, precum și în teatru, ca asistent muzical.
A fost cetățean de onoare al orașului Timișoara.
A trăit în Ulm, Republica Federală Germania (R.F.G.), după ce emigrase acolo in 1980.
Günther Reininger a murit în noaptea dintre 21 și 22 decembrie 2015.